# Belonoperca chabanaudi
Belonoperca chabanaudi är en fiskart som beskrevs av Fowler och Bean, 1930. Belonoperca chabanaudi ingår i släktet Belonoperca och familjen havsabborrfiskar. Inga underarter finns listade.